# Златоустове
Златоу́стове — село Березівської міської громади у Березівському районі Одеської області в Україні. Населення становить 525 осіб.

## Географія
Село лежить на березі Тилігульського лиману.

## Історія
Під час організованого радянською владою Голодомору 1932—1933 років померло щонайменше 3 жителі села.

## Населення
Згідно з переписом 1989 року населення села становило 427 осіб, з яких 195 чоловіків та 232 жінки.
За переписом населення 2001 року в селі мешкали 524 особи.

### Мова
Розподіл населення за рідною мовою за даними перепису 2001 року:
| Мова       | Чисельність | Відсоток |
| ---------- | ----------- | -------- |
| українська | 499         | 95,05%   |
| російська  | 15          | 2,86%    |
| білоруська | 5           | 0,95%    |
| румунська  | 4           | 0,76%    |
| гагаузька  | 1           | 0,19%    |
| німецька   | 1           | 0,19%    |
| Усього     | 525         | 100%     |

## Адміністративний поділ
Златоустове разом з сусіднім селом Софіївка входять до складу Златоустівської сільської ради.

## Інфраструктура
В селі Златоустове знаходиться центральний офіс агрофірми «Маяк», яка розташована на території Златоустівської сільської ради. З 1975 року колгосп, потім КСП, а тепер агрофірму «Маяк» очолює Зінаїда Михайлівна Гришко.
На території села знаходяться: дитячий оздоровчий табір «Чайка», ФАП, будинок культури, бібліотека. Проведена газифікація населеного пункту, функціонує водогін.

## Освіта

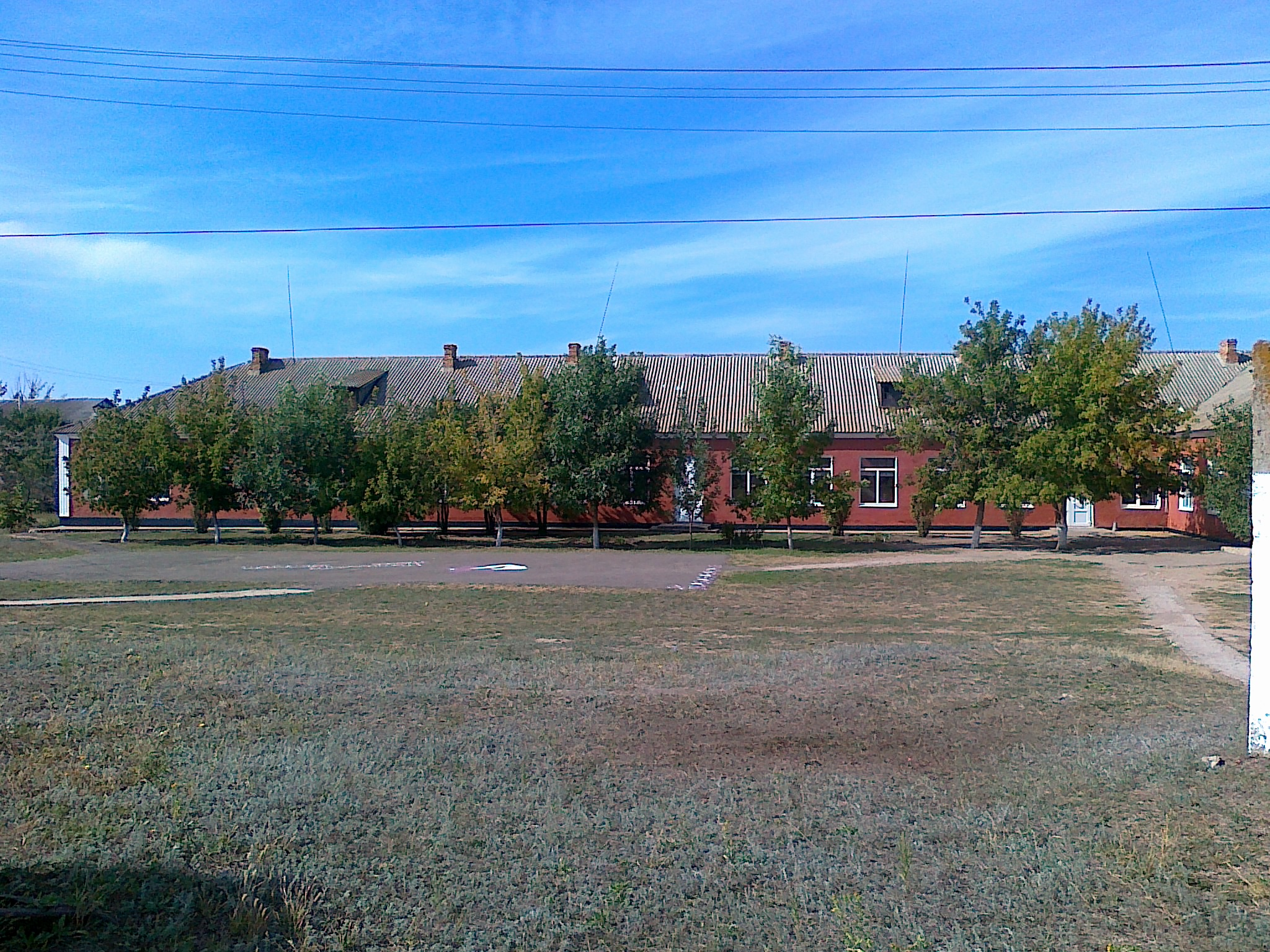
Сучасний вигляд школи

В Златоустове розташована Златоустівська загальноосвітня школа I—III ступенів. Школа веде свою історію зі створення на базі двох початкових шкіл та одної восьмирічної — нової восьмирічної школи, яка розташувалась на схилах Тилігульського лиману на початку села. Школу було відкрито в новозбудованому приміщенні в 1965 році. Першим директором став Білоус Тимофій Сильвестрович.
З 1988 року директором школи стала Дробіняк Катерина Василівна. Під час її керівництва та за серйозної підтримки голови ТОВ "Агрофірма «Маяк» (тоді КСП) Героя України Гришко Зінаїди Михайлівни в 1992 році Златоустівську неповну середню школу було реорганізовано у середню школу.
З 1999 року педагогічний колектив школи очолює Дробіняк Анатолій Васильович. Заступник директора з навчально-виховної роботи з 2006 року — Баранець Світлана Петрівна.
Учні школи беруть активну участь у районних олімпіадах, спортивних змаганнях, конкурсах, де неодноразово займали призові місця. Також серед учнів школі є дипломанти, лауреати районних, обласних етапів Всеукраїнського фестивалю — конкурсу «Таланти твої, Україно». Спортивна команда учнів школи неодноразово займала перші та призові місця в змаганнях. З 2002 року збірна команда школи з настільного тенісу є постійним переможцем районних змагань.

## Спорт
В 2014 році було засновано футбольну команду "ФК «Златоустове». Яка завоювала срібні медалі «Ліги Березівки» (2015 рік), та стала володарем «Кубку Березівки» (2015 рік).

## Відомі люди
В селі похований Булавенко Віктор Олександрович (1990—2014) — молодший сержант Збройних сил України, учасник Антитерористичної операції на сході України.

## Галерея

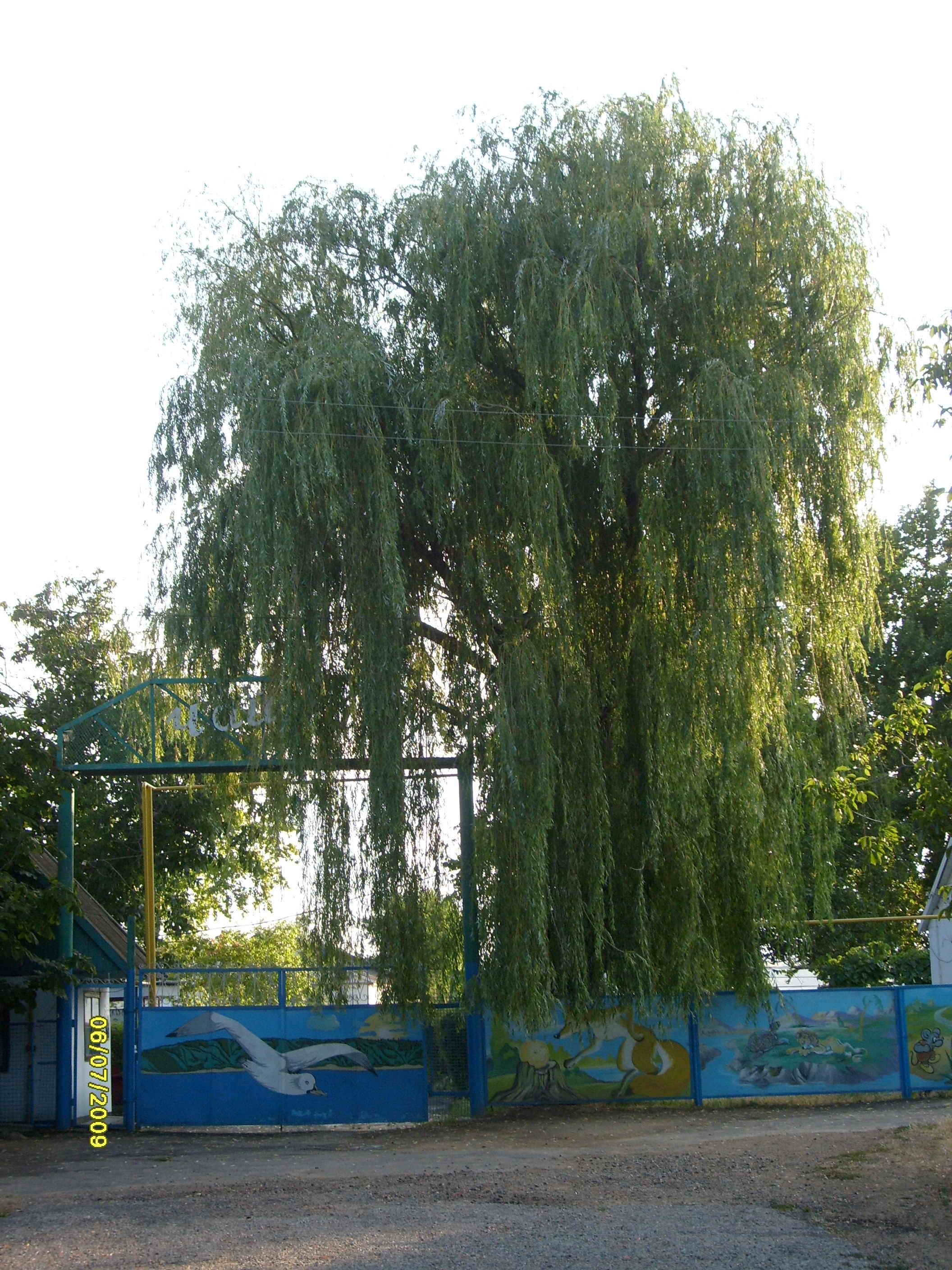
Вхід до дитячого оздоровчого табору «Чайка»
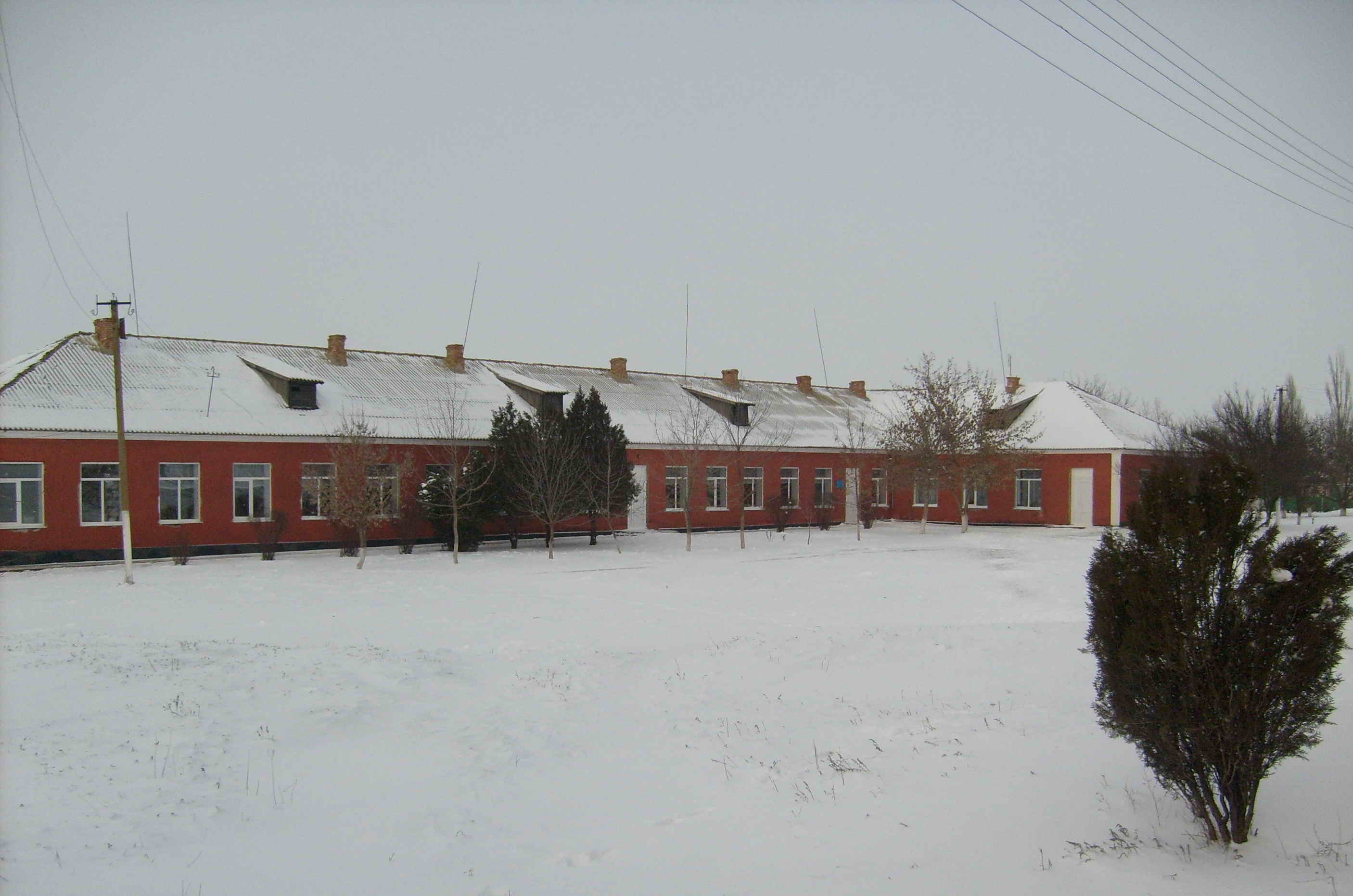
Школа взимку
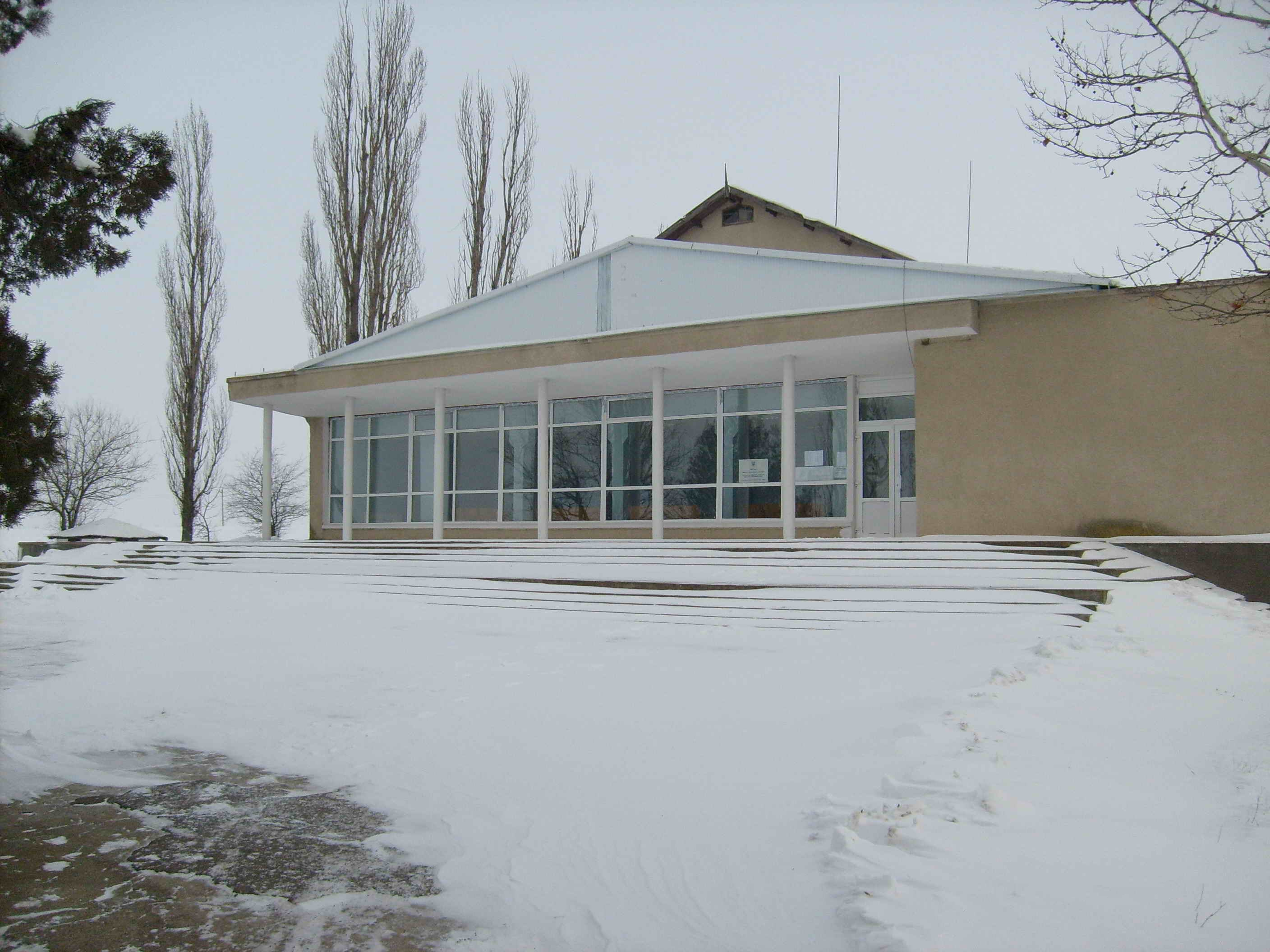
Будинок культури
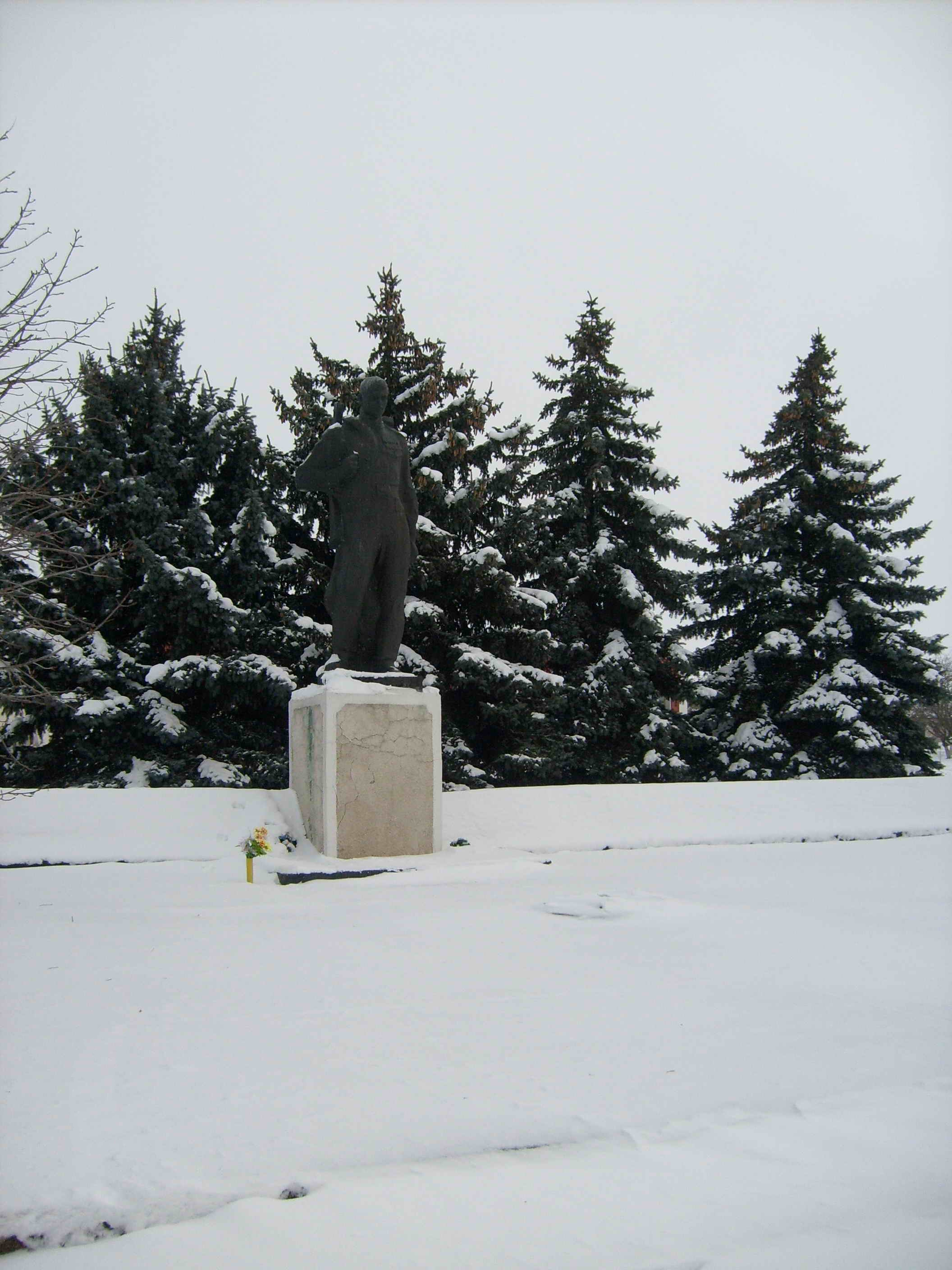
Пам'ятник невідомому солдату
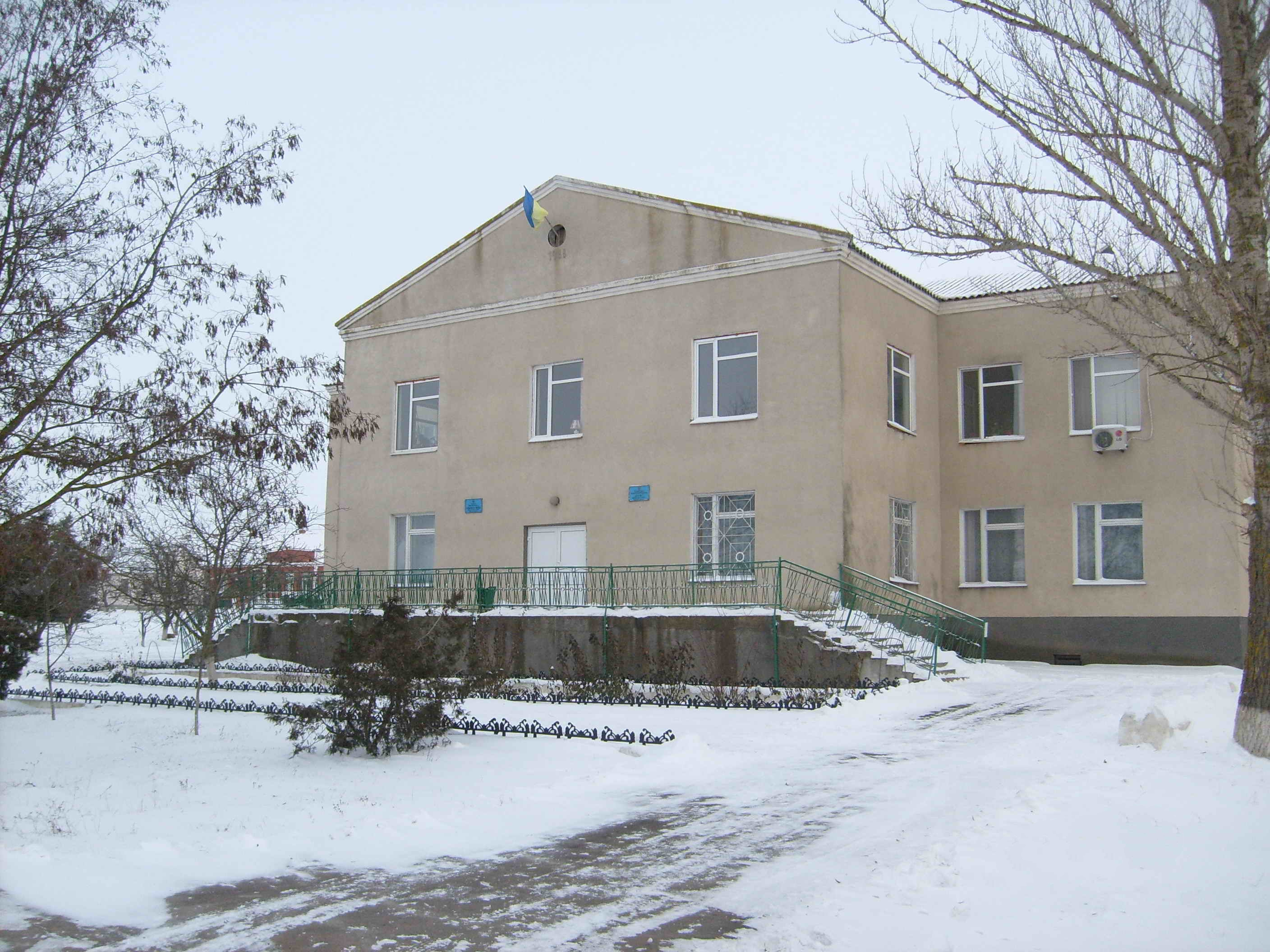
Адміністративна будівля